# Umbonula undulata
Umbonula undulata är en mossdjursart som beskrevs av Ferdinand Canu och Ray Smith Bassler 1928. Umbonula undulata ingår i släktet Umbonula och familjen Umbonulidae.
Artens utbredningsområde är Mexikanska golfen. Inga underarter finns listade i Catalogue of Life.